# Pompa wielotłoczkowa
Pompa wielotłoczkowa – urządzenie hydrauliczne używane głównie w napędach hydraulicznych. Pompa wielotłoczkowa składa się z kilku lub kilkunastu małych pomp tłokowych umieszczonych w jednym korpusie. Pompy wielotłoczkowe dzielą się na promieniowe (rys. 1) i osiowe (rys. 2). W obydwu przypadkach zasada działania jest ta sama. Tłoczki pompy (1) umieszczone w korpusie (2) opierają się na pochylonej tarczy (3) (w pompie osiowej) lub na mimośrodowym pierścieniu (3) w pompie promieniowej. Obrotowy ruch pierścienia lub tarczy wymusza ruch posuwisto-zwrotny tłoczków co powoduje zasysanie i tłoczenie cieczy. Pompy wielotłoczkowe nie są wyposażone w zawory. Ich rolę spełniają tarcza rozdzielcza (4) w pompie osiowej lub wałek rozdzielczy (4) w pompie promieniowej. Obracają się wraz z pierścieniem lub tarczą przyłączając przestrzenie robocze cylinderków na przemian do przewodu ssawnego (5) lub tłocznego (6).

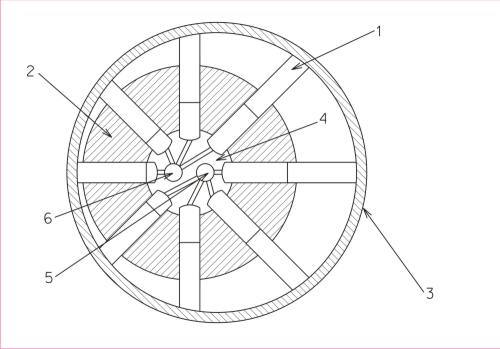
Schemat pompy wielotłoczkowej promieniowej
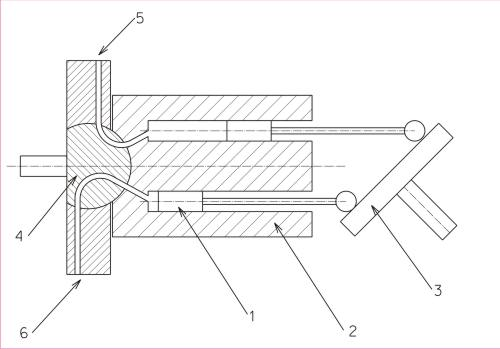
Schemat pompy wielotłoczkowej osiowej

Jako że pompa wielotłoczkowa jest zwielokrotnioną pompą tłokową, której każdy z tłoczków pracuje w innej fazie, charakterystyka wydajności takiej pompy jest bliska stałej. Im większa liczba tłoczków tym pulsacje wydajności są mniejsze.